# Frigyes Korányi (Politiker)

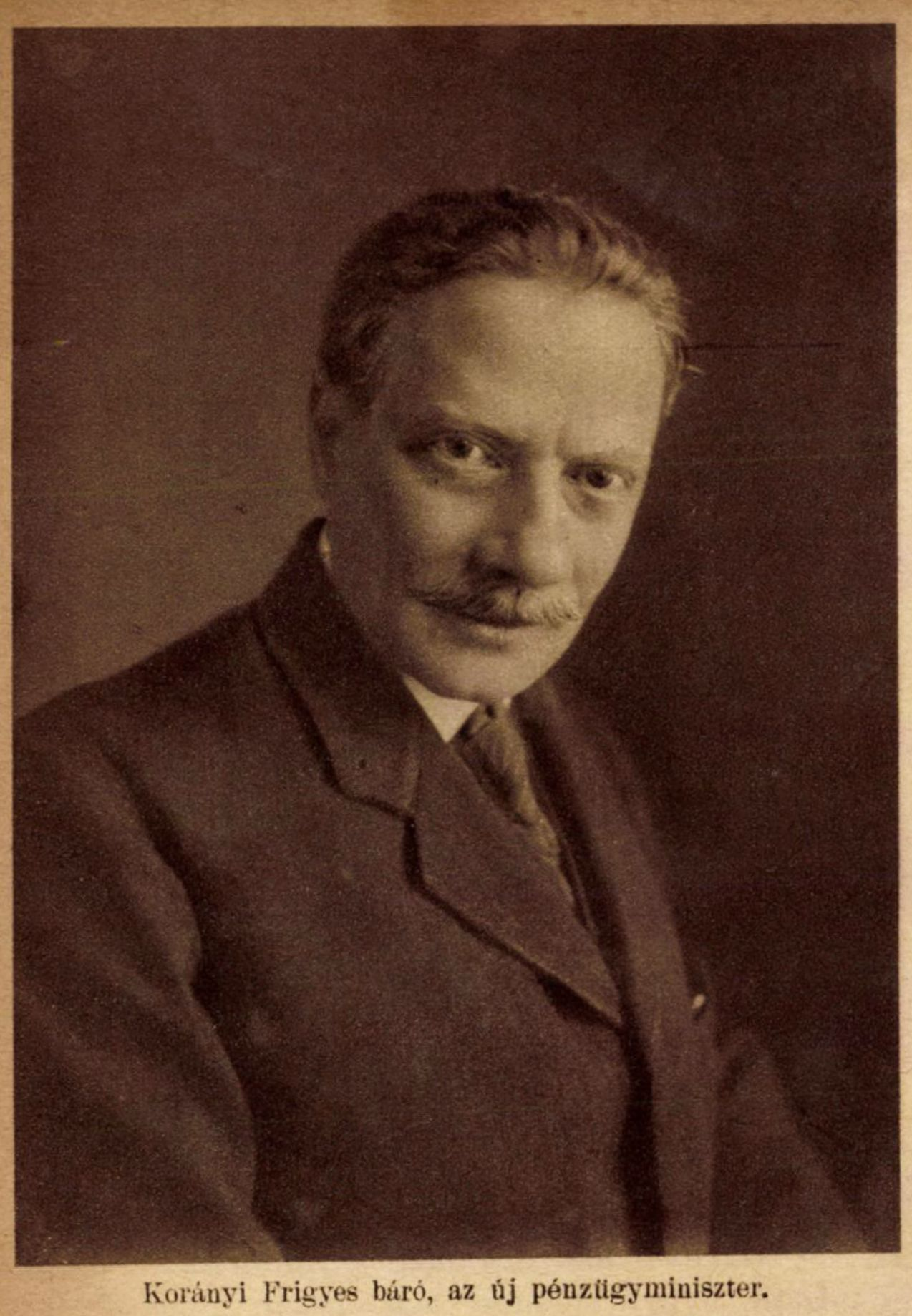
Frigyes Korányi

Frigyes Korányi, seit 1884 Korányi von Tolcsva, seit 1908 Baron Korányi von Tolcsva der jüngere (* 21. Juni 1869 in Pest; † 26. Dezember 1935 in Budapest) war ein ungarischer Politiker, Diplomat und Finanzminister.

## Leben
Korányi war Sohn des berühmten Mediziners Frigyes Korányi und studierte in Budapest und im Ausland. Seit 1892 arbeitete Korányi im Dienste des K.u. Finanzministeriums, wo er bald Abteilungsrat wurde. Ab 1912 war er Generaldirektor der Zentralen Landeskreditgenossenschaft (ung. Országos Központi Hitelszövetkezet), unterbrochen von einer knapp einjährigen Amtszeit als Finanzminister (1919/20). 1922 wurde Korányi Mitglied der Einheitspartei (ung. Egységes Párt) und war 1923/24 ungarischer Botschafter in Paris, unterbrochen von einer erneuten Amtszeit als Finanzminister im Kabinett von István Bethlen. Während dieser Amtszeit war er Mitgründer der Magyar Nemzeti Bank (Ungarische Nationalbank) und Ungarn konnte sein Finanzdefizit ausgleichen. 1924 bis 1928 war Korányi Botschafter in Madrid und wurde danach Präsident des Finanzinstituts. Nachdem er 1931/32 im Kabinett von Gyula Károlyi erneut Finanzminister war, wurde er von Reichsverweser Miklós Horthy zum Mitglied des Oberhauses ernannt.
Korányi starb 1935 in Budapest und wurde auf dem Fiumei Úti Sírkert beerdigt.

## Quelle
- Ágnes Kenyeres et al.: Korányi Frigyes, báró. In: Magyar életrajzi lexikon. Akadémiai Kiadó, Budapest 1967 (arcanum.com).